# Javier Acosta Escareño
Javier Acosta Escareño (Estancia de Ánimas, 16 de junio de 1967) es un poeta y traductor mexicano. Fue ganador del Premio Bellas Artes de Poesía Aguascalientes en 2010 por su obra, Libro del abandono.

## Biografía
Nació en la localidad rural de Estancia de Ánimas, municipio de Villa González Ortega, Zacatecas, el 16 de junio de 1967. Obtuvo una licenciatura en derecho y una maestría en filosofía e historia de las ideas, ambas por la Universidad Autónoma de Zacatecas (UAZ), posteriormente realizó un doctorado en filosofía por la Universidad Complutense de Madrid.
Fue becario del Consejo Nacional de Humanidades, Ciencias y Tecnologías (CONAHCYT) para estudios de doctorado desde 1995 a 1999, y posteriormente de "Creadores con trayectoria" entre 2003 y 2004. Es autor de diversos libros de poesía, entre los que se destaca: Cuadernillo del viento (2005), El libro del abandono (2010), Manual del extravío (2014), y Mi vida como pájaro (2019).
Desde 1994 se desempeña como profesor e investigador en la Universidad Autónoma de Zacatecas.

### Premios y reconocimientos
Fue galardonado con el Premio Nacional de Poesía Ramón López Velarde en 2006 por su libro Regla de Tres. Recibió el Premio Bellas Artes de Poesía Aguascalientes en 2010 por su obra, Libro del abandono. En 2018 obtuvo el Premio del Concurso Nacional de Poesía Enriqueta Ochoa por Ahora caigo. Fue ganador del Premio Internacional de Poesía “Gilberto Owen Estrada” en 2024 por su libro Al (no) escribir.

## Publicaciones seleccionadas

### Antologías
- Argüelles, Juan Domingo, ed. (2014). Antología general de la poesía mexicana : poesía del México actual, de la segunda mitad del siglo XX a nuestros días. Ciudad de México: Océano (Intemporales). ISBN 9786077351023.

### Poesía
- Acosta Escareño, Javier (2005). Cuadernillo del viento. Zacatecas, Zacatecas: Universidad Autónoma de Zacatecas / Ediciones de Medianoche / Ediciones de Medianoche 3.
- Acosta Escareño, Javier (2010). El libro del abandono. México D. F.: Instituto Nacional de Bellas Artes / Era / Instituto Cultural de Aguascalientes. ISBN 9786074450316.
- Acosta Escareño, Javier (2014). Manual del extravío. Guadalajara, Jalisco: Mantis Editores. ISBN 9786079397012.
- Acosta Escareño, Javier (2019). Mi vida como pájaro. Zacatecas: Universidad Autónoma de Zacatecas / Bonobos.